# Llista de composicions de Beethoven
A continuació es detalla una llista de composicions de Beethoven força completa, classificada per gèneres i amb la data de publicació entre parèntesis.
El catàleg complet d'obres de Beethoven compta amb unes 1640 obres. Més de 1700 obres no tenen número d'opus i són classificades en 3 catàlegs complementaris:
- El catàleg WoO o Werke ohne Opuszahl,
- El catàleg AnH o Anhang, que vol dir "apèndix", que classifica les obres d'una autenticitat dubtosa.
- El catàleg Hess, que completa el catàleg WoO.

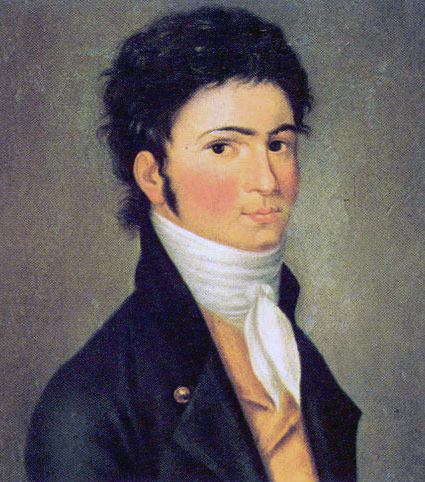
Beethoven, retrat de C.T. Riedel (1801)

## Música orquestral

### Simfonies
- Opus 21: Simfonia núm. 1 en do major (1800)
- Opus 36: Simfonia núm. 2 en re major (1803)
- Opus 55: Simfonia núm. 3 en mi bemoll major "Heroica" (1805)
- Opus 60: Simfonia núm. 4 en si bemoll major (1807)
- Opus 67: Simfonia núm. 5 en do menor (1808)
- Opus 68: Simfonia núm. 6 en fa major "Pastoral" (1808)
- Opus 92: Simfonia núm. 7 en la major (1813)
- Opus 93: Simfonia núm. 8 en fa major (1814)
- Opus 125: Simfonia núm. 9 en re menor "Coral" (1824)

### Concerts
- Opus 15: Concert per a piano núm. 1 en do major (1796-1797)
- Opus 19: Concert per a piano núm. 2 en si bemoll major (1798)
- Opus 37: Concert per a piano núm. 3 en do menor (1803)
- Opus 56: Triple concert en do major (1805)
- Opus 58: Concert per a piano núm. 4 en sol major (1807)
- Opus 61: Concert per a violí en re major (1806)
- Opus 61a: Opus 61a (és un arranjament per a piano de l'Op. 61, dedicat a Julie von Breuning; té noves cadències originals del mateix Beethoven, que alguns anomenen Concert per a piano núm. 6)
- Opus 73: Concert per a piano núm. 5 en mi bemoll major "Emperador" (1809)

### Altres obres concertants
- WoO 6: Rondó per a piano i orquestra en si bemoll major (1793)
- Opus 40: Romança per a violí i orquestra núm. 1 en sol major (1802)
- Opus 50: Romança per a violí i orquestra núm. 2 en fa major (1798)
- Opus 80: Fantasia en do menor per a piano, cor i orquestra (1808)

### Ballets
- WoO 1: Ritterballett (1791)
- Opus 43: Les criatures de Prometeu (1801)

### Obertures
- Opus 43: Les criatures de Prometeu (1801)
- Opus 72a: Leonora "núm. 2" (1805)
- Opus 72b: Leonora "núm. 3" (1806)
- Opus 138: Leonora "núm. 1" (1807)
- Opus 62: Coriolà (1807)
- Opus 84: Egmont (1810)[1]
- Opus 113: Les ruïnes d'Atenes (1811)
- Opus 117: El Rei Esteve (1811)
- Opus 91: La victòria de Wellington (1813)
- Opus 72: Fidelio (1814)
- Opus 115: Zur Namensfeier (1815)
- Opus 124: Die Weihe des Hauses (1822)

### Danses
- WoO 3: Gratulations-Menuett (1822)
- WoO 7: Dotze minuets (1795)
- WoO 8: Dotze danses alemanyes (1795)
- WoO 14: Dotze contradanses (1791-1801)

### Marxes
- WoO 2: Tarpeja (1813)
- WoO 18: Marxa en fa major (1809)
- WoO 19: Marxa en fa major (1810)
- WoO 20: Marxa en do major (1810)
- WoO 21: Polonesa en re major (1810)
- WoO 22: Escocesa en re major (1810)
- WoO 24: Marxa en re major (1816)

## Música de cambra

### Quartets de corda
- Primers quartets:
  - Opus 18: Sis quartets de corda
    - núm. 1: Quartet de corda núm. 1 en fa major (1799)
    - núm. 2: Quartet de corda núm. 2 en sol major (1800)
    - núm. 3: Quartet de corda núm. 3 en re major (1798)
    - núm. 4: Quartet de corda núm. 4 en do menor (1801)
    - núm. 5: Quartet de corda núm. 5 en la major (1801)
    - núm. 6: Quartet de corda núm. 6 en si bemoll major (1801)
- Quartets del període mitjà:
  - Opus 59: Tres quartets de corda "Razumovski" (1806)
    - núm. 1: Quartet de corda núm. 7 en fa major
    - núm. 2: Quartet de corda núm. 8 en mi menor
    - núm. 3: Quartet de corda núm. 9 en do major

  - Opus 74: Quartet de corda núm. 10 en mi bemoll major "Arpa" (1809)
    - Opus 95: Quartet de corda núm. 11 en fa menor "Serioso" (1810)
- Darrers quartets:
  - Opus 127: Quartet de corda núm. 12 en mi bemoll major (1825)
  - Opus 130: Quartet de corda núm. 13 en si bemoll major (1825)
  - Opus 131: Quartet de corda núm. 14 en do sostingut menor (1826)
  - Opus 132: Quartet de corda núm. 15 en la menor (1825)
  - Opus 133: Gran fuga per a quartet de corda en si bemoll major (1824 i 1825)
  - Opus 134: Gran fuga per a quatre mans (duet de piano) (1826)
  - Opus 135: Quartet de corda núm. 16 en fa major (1826)

### Quintets de corda
- Opus 4: Quintet de corda en mi bemoll major (1795)
- Opus 29: Quintet de corda en do major (1801)
- Opus 104: Quintet de corda en do menor (1817)
- Opus 137: Fuga per a Quintet de corda en re major (1817)
- Hess 40: Quintettsatz en re menor (1817)

### Trios

#### Trios per a piano

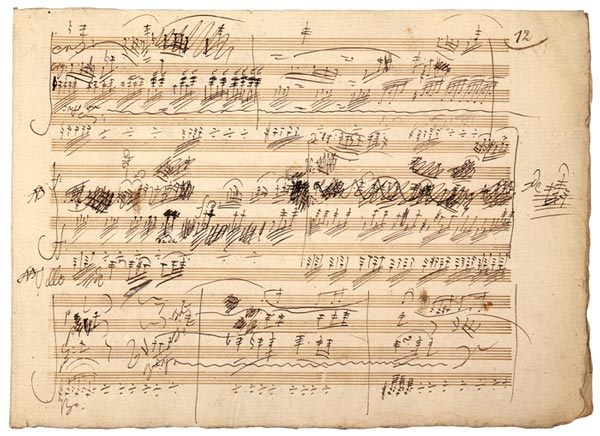
Manuscrit del Trio per a piano núm. 5, Fantasma

- WoO 37: Trio per a piano, flauta i fagot en sol major (1786?)
- WoO 38: Trio per a piano, en mi bemoll major (1791)
- WoO 39: Trio per a piano (Allegretto) en si bemoll major
- Opus 1: Trios per a piano núm. 1-3 (1795)
  - Trio per a piano núm. 1, en mi bemoll major
  - Trio per a piano núm. 2, en sol major
  - Trio per a piano núm. 3, en do menor
- Opus 11: Trio núm. 4 per a clarinet (o violí), violoncel i piano en si bemoll major ("Gassenhauer") (1797)
- Opus 44: 14 Variacions per a piano, violí i violoncel, en mi bemoll major (1792?)
- Opus 70: Trios per a piano núm. 5 i 6 (1808)
  - Trio per a piano núm. 5 en re major "El fantasma"
  - Trio per a piano núm. 6 en mi bemoll major
- Opus 97: Trio per a piano núm. 7 en si bemoll major "Arxiduc" (1811)
- Opus 121: Variacions Kakadu en sol major

#### Trios de corda
- Opus 3: Trio de corda núm. 1 en mi bemoll major
- Opus 8: Trio de corda núm. 2 en re major
- Opus 9: Tres trios de corda

1. Trio de corda núm. 3 en sol major
2. Trio de corda núm. 4 en re major
3. Trio de corda núm. 5 en do menor

#### Trio per a vent
- Opus 87: Trio per a dos oboès i corn anglès en do major (1795)

### Sonates per a instrument i piano

#### Sonates per a violí

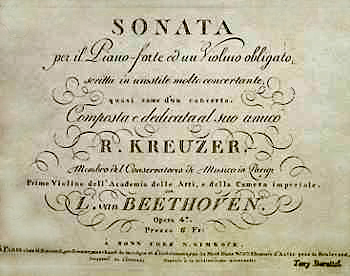
Portada de la Sonata per a violí, "Kreutzer"

- Opus 12: Tres sonates per a violí (1798)
  - núm. 1: Sonata per a violí núm. 1 en re major
  - núm. 2: Sonata per a violí núm. 2 en la major
  - núm. 3: Sonata per a violí núm. 3 en mi bemoll major
- Opus 23: Sonata per a violí núm. 4 en la menor (1801)
- Opus 24: Sonata per a violí núm. 5 en fa major "Primavera" (1801)
- Opus 30: Tres sonates per a violí (1803)
  - núm. 1: Sonata per a violí núm. 6 en la major
  - núm. 2: Sonata per a violí núm. 7 en do menor
  - núm. 3: Sonata per a violí núm. 8 en sol major
- Opus 47: Sonata per a violí núm. 9 en la major "Kreutzer" (1803)
- Opus 96: Sonata per a violí núm. 10 en sol major (1812)

#### Sonates per a violoncel
- Opus 5: Dues sonates per a violoncel (1796)
  - núm. 1: Sonata per a violoncel i piano núm. 1 en fa major
  - núm. 2: Sonata per a violoncel i piano núm. 2 en sol menor
- Opus 69: Sonata per a violoncel i piano núm. 3 en la major (1808)
- Opus 102: Dues sonates per a violoncel (1815)
  - núm. 1: Sonata per a violoncel i piano núm. 4 en do major
  - núm. 2: Sonata per a violoncel i piano núm. 5 en re major

#### Sonata per a trompa
- Opus 17: Sonata per a trompa i piano en fa major (1800)

## Piano sol

### Sonates per a piano

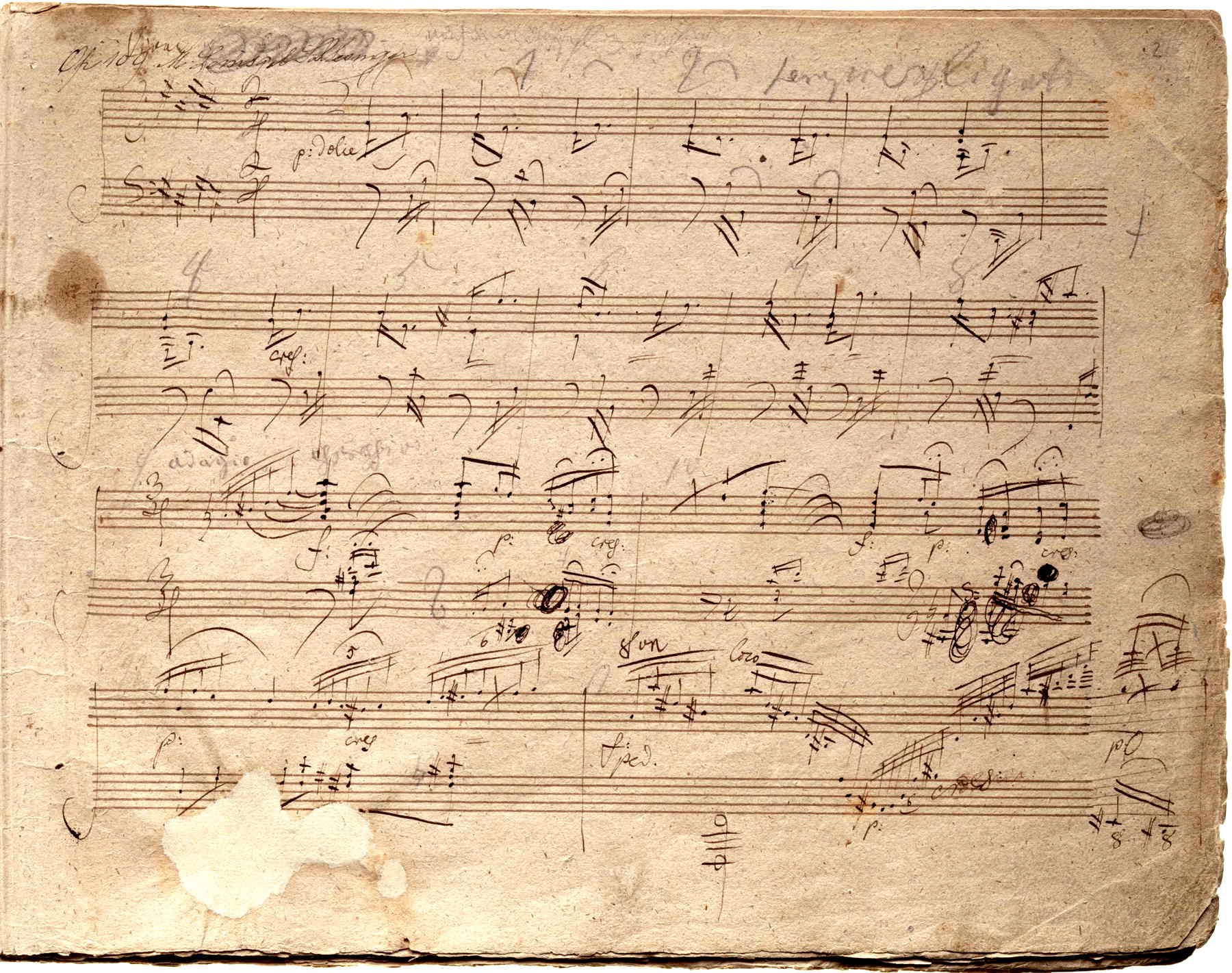
Partitura manuscrita de la Sonata "Hammerklavier", op. 106

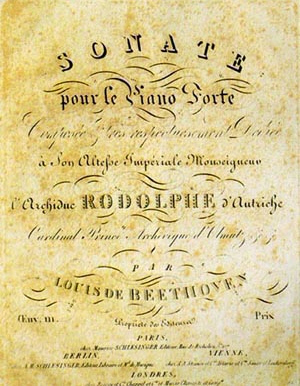
Portada de l'edició original de la Sonata per a piano núm. 32, op. 111

- Opus 2: Tres sonates per a piano (1796)
  - núm. 1: Sonata per a piano núm. 1 en fa menor
  - núm. 2: Sonata per a piano núm. 2 en la major
  - núm. 3: Sonata per a piano núm. 3 en do major
- Opus 7: Sonata per a piano núm. 4 en mi bemoll major "Gran sonata" (1797)
- Opus 10: Tres Sonates per a piano (1798)
  - núm. 1: Sonata per a piano núm. 5 en do menor
  - núm. 2: Sonata per a piano núm. 6 en fa major
  - núm. 3: Sonata per a piano núm. 7 en re major
- Opus 13: Sonata per a piano núm. 8 en do menor, "Patètica" (1799)
- Opus 14: Dues Sonates per a piano (1799)
  - núm. 1: Sonata per a piano núm. 9 en mi major
  - núm. 2: Sonata per a piano núm. 10 en sol major
- Opus 22: Sonata per a piano núm. 11 en si bemoll major (1800)
- Opus 26: Sonata per a piano núm. 12 en la bemoll major "Marxa fúnebre" (1801)
- Opus 27: Dues Sonates per a piano (1801)
  - núm. 1: Sonata per a piano núm. 13 en mi bemoll major
  - núm. 2: Sonata per a piano núm. 14 en do sostingut menor "Clar de lluna"
- Opus 28: Sonata per a piano núm. 15 en re major "Pastoral" (1801)
- Opus 31: Tres Sonates per a piano (1802)
  - núm. 1: Sonata per a piano núm. 16 en sol major
  - núm. 2: Sonata per a piano núm. 17 en re menor "La tempesta"
  - núm. 3: Sonata per a piano núm. 18 en mi bemoll major "La caça"
- Opus 49: Dues Sonates per a piano (1795-1796)
  - núm. 1: Sonata per a piano núm. 19 en sol menor
  - núm. 2: Sonata per a piano núm. 20 en sol major
- Opus 53: Sonata per a piano núm. 21 en do major "Waldstein" (1803)
  - WoO 57: Moviment central original de la sonata Waldstein (1804)
- Opus 54: Sonata per a piano núm. 22 en fa major (1804)
- Opus 57: Sonata per a piano núm. 23 en fa menor "Appassionata" (1805)
- Opus 78: Sonata per a piano núm. 24 en fa sostingut major "A Thérèse" (1809)
- Opus 79: Sonata per a piano núm. 25 en sol major "Cucut" (1809)
- Opus 81a: Sonata per a piano núm. 26 en mi bemoll major "Els adéus" (Lebewohl) (1810)
- Opus 90: Sonata per a piano núm. 27 en mi menor (1814)
- Opus 101: Sonata per a piano núm. 28 en la major (1816)
- Opus 106: Sonata per a piano núm. 29 en si bemoll major "Hammerklavier" (1819)
- Opus 109: Sonata per a piano núm. 30 en mi major (1820)
- Opus 110: Sonata per a piano núm. 31 en la bemoll major (1821)
- Opus 111: Sonata per a piano núm. 32 en do menor (1822)

### Tema i variacions
- WoO 64: Variacions sobre una cançó suïssa
- WoO 76: Vuit Variacions per a piano sobre "Tandeln und scherzen" (de l'òpera "Soliman II" de Franz Xaver Süssmayr)
- WoO 77: Sis variacions fàcils per a piano sobre un tema original
- WoO 78: Set variacions per a piano sobre "God Save the King"
- WoO 79: Cinc variacions per a piano sobre "Rule Britannia"
- WoO 80: Trenta-dues variacions en do menor sobre un tema original
- Opus 34: Sis variacions per a piano sobre un tema original en fa major (1802)
- Opus 35: Quinze variacions i una fuga per a piano sobre un tema original, en mi bemoll major, "Heroica" (1802)
- Opus 76: Sis Variacions per a piano sobre un tema original en re major (1809)
- Opus 120: Trenta-tres variacions per a piano sobre un vals de Diabelli, en do major (1823)

### Bagatel·les
- Opus 33: Set bagatel·les per a piano (1802)
- WoO 59: Per a Elisa - Bagatel·la en la menor per a piano sol (1808)
- Opus 119: Onze noves bagatel·les per a piano (1822)
- Opus 126: Sis bagatel·les per a piano (1824)

## Música vocal

### Òpera
- Opus 72: Fidelio (1805-1814)

### Música incidental
- Opus 84: Egmont (1810)
- Opus 113: Les ruïnes d'Atenes (1811)
- Opus 117: El Rei Esteve (1811)
- Opus 124: Die Weihe des Hauses (1822)

### Oratori
- Opus 85: Crist en el Mont de les Oliveres (1803)

### Misses
- Opus 86: Missa en do major (1807)
- Opus 123: Missa en re major (Missa Solemnis) (1822)

### Cançons
- Opus 46: Adelaide (1794-1795)
- Opus 108: Vint-i-cinc cançons escoceses
- WoO 152: Vint-i-cinc cançons irlandeses
- WoO 153: Vint cançons irlandeses
- WoO 154: Dotze cançons irlandeses
- WoO 155: Vint-i-sis cançons gal·leses
- WoO 156: Dotze cançons escoceses
- WoO 157: Dotze cançons de diverses nacionalitats